# Елица Раева
Елица Руменова Раева е българска шахматистка, международен майстор за жени от 2008 г. Заедно с брат си Ростислав, който е неин спаринг партньор, започва да тренира шахмат под ръководството на баща си Румен Раев. Завършила е математика в Софийския университет. Докторант в Русенския университет „Ангел Кънчев“
Раева е многократна републиканска шампионка за девойки. През 2002 г. става европейска вицешампионка по блиц до 20 г. в Нови сад (Сърбия). През 2003 и 2004 печели първенствата на България до 18 г., а през 2005 до 18 и до 20 г. Тя е шампионка на България по шахмат през 2008 г. и 2016 г.
През 2003 г. заема участие в състава на втория отбор на България за Европейско отборно първенство в Пловдив. През 2007 г. дебютира в основния отбор на България за Европейското отборно първенство в Ираклион, Гърция, където покрива трети бал и същата година е утвърдена за Международен майстор за жени. През 2008 година е включена в националния отбор за шахматната олимпиада в Дрезден.

## Участия на шахматни олимпиади
| Година | Организатор | Отбор    | Класиране (отборно) | Дъска |
| 2008   | Дрезден     | България | 19                  | 5     |
| 2012   | Истанбул    | България | 16                  | 5     |
| 2016   | Баку        | България | 15                  | 4     |

## Участия на европейски отборни първенства
| Година | Организатор | Отбор      | Класиране (отборно) | Дъска |
| 2003   | Пловдив     | България 2 | -                   | 3     |
| 2007   | Ираклион    | България   | 18                  | 5     |
| 2009   | Нови Сад    | България   | 21                  | 5     |
| 2013   | Варшава     | България   | 15                  | 2     |